# Khí tượng học thủy văn
Khí tượng học thủy văn (Hydrometeorology) là một nhánh của khí tượng thủy văn chuyên nghiên cứu sự chuyển đổi nước và năng lượng giữa bề mặt đất và bầu khí quyển thấp hơn. Các nhà thủy văn thường sử dụng các nhà khí tượng học và các sản phẩm do các nhà khí tượng học tạo ra  Ví dụ, một nhà khí tượng học dự báo mưa 2-3 inch tại một khu vực cụ thể và sau đó một nhà thủy văn sẽ dự báo tác động cụ thể của cơn mưa đó lên trên địa hình. UNESCO có một số chương trình và hoạt động liên quan đến việc nghiên cứu các mối nguy hiểm tự nhiên có nguồn gốc khí tượng thủy văn và giảm thiểu tác động của chúng. Trong số các mối nguy hiểm này là kết quả của các quá trình tự nhiên hoặc các hiện tượng khí quyển, thủy văn hoặc hải dương học như lũ lụt, lốc xoáy nhiệt đới, hạn hán và sa mạc hóa. Nhiều quốc gia đã thiết lập một khả năng khí tượng thủy văn để hỗ trợ dự báo, cảnh báo và thông báo cho công chúng về những mối nguy đang phát triển này.

## Dự báo khí tượng học thủy văn
Một trong những khía cạnh quan trọng hơn của khí tượng học thủy văn là phải giải quyết sao với dự đoán và cố gắng giảm thiểu ảnh hưởng của các sự kiện mưa lớn. Bắt đầu với dự đoán, có ba cách chính để lập mô hình khi đến dự báo. Đó là dự báo tức thời, nghĩa là dự báo thời tiết số và kỹ thuật thống kê. Dự báo tức thời rất tốt để dự đoán các sự kiện trong vài giờ, sử dụng các quan sát và dữ liệu radar trực tiếp để kết hợp với các mô hình dự báo thời tiết bằng số. Dự báo thời tiết bằng số, là kỹ thuật chính được sử dụng để dự báo thời tiết, sử dụng các mô hình để tính đến bầu khí quyển, mô hình đại dương và chiếm nhiều biến số khác khi nó tạo ra dự báo. Các dự báo này thường được sử dụng cho các ngày dự đoán hoặc tuần. Cuối cùng, các kỹ thuật thống kê sử dụng hồi quy và các phương pháp thống kê khác để tạo ra các dự báo dài hạn đi ra hàng tuần và hàng tháng. Những mô hình này cho phép các nhà khoa học xem vô số các biến khác nhau tương tác với nhau như thế nào và chúng minh họa một bức tranh về cách khí hậu trái đất tương tác với chính nó.

## Đánh giá rủi ro
Một thành phần chính của khí tượng thủy văn là giảm thiểu rủi ro liên quan đến lũ lụt và các mối đe dọa thủy văn khác. Đầu tiên, phải có kiến thức về các mối đe dọa thủy văn có thể xảy ra trong một khu vực cụ thể. Sau khi phân tích các mối đe dọa có thể, các hệ thống cảnh báo được đưa ra để nhanh chóng cảnh báo mọi người và liên lạc với họ về danh tính và mức độ của mối đe dọa. Nhiều quốc gia có các trung tâm khí tượng thủy văn khu vực cụ thể của riêng họ để truyền đạt các mối đe dọa cho công chúng. Cuối cùng, phải có các giao thức phản ứng thích hợp để bảo vệ công chúng trong một sự kiện nguy hiểm.

## Khí tượng học thủy văn hoạt động trong thực tế

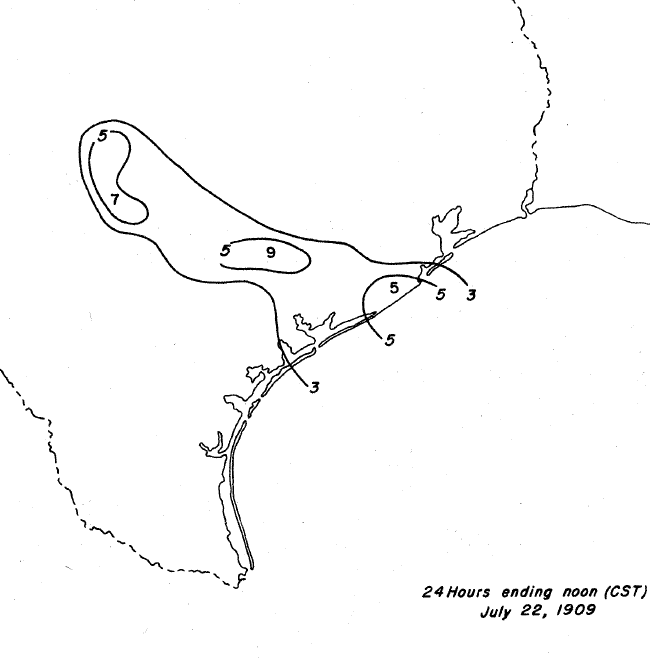
Dự báo lượng mưa cho cơn bão Velasco năm 1932 do Trung tâm Dự báo Khí tượng Thủy văn Hoa Kỳ (Trung tâm Dự báo Thời tiết)

Các quốc gia có dịch vụ khí tượng học thủy văn hiện hành bao gồm:
- Úc
- Canada
- Anh và xứ Wales (Trung tâm dự báo lũ) [6]
- Pháp [7]
- Ấn Độ [8]
- Scotland [9]
- Serbia [10]
- Nga
- Hợp chủng quốc Hoa Kỳ
- Brazil [11]